# Cuevas de Almudén
Cuevas de Almudén – gmina w Hiszpanii, w prowincji Teruel, w Aragonii, o powierzchni 35,85 km². W 2014 roku gmina liczyła 145 mieszkańców.